# 福井県道37号金津インター線
福井県道37号金津インター線（ふくいけんどう37ごう かなづインターせん）は、福井県あわら市を通る県道（主要地方道）である。

## 概要

### 路線データ
- 起点：福井県あわら市熊坂（北陸自動車道金津IC、福井県道124号牛ノ谷停車場線交点）
- 終点：福井県あわら市熊坂（金津IC口交差点、（国道8号交点）

## 歴史
- 1993年（平成5年）5月11日 - 建設省から、県道金津インター線が金津インター線として主要地方道に指定される[1]。

## 地理

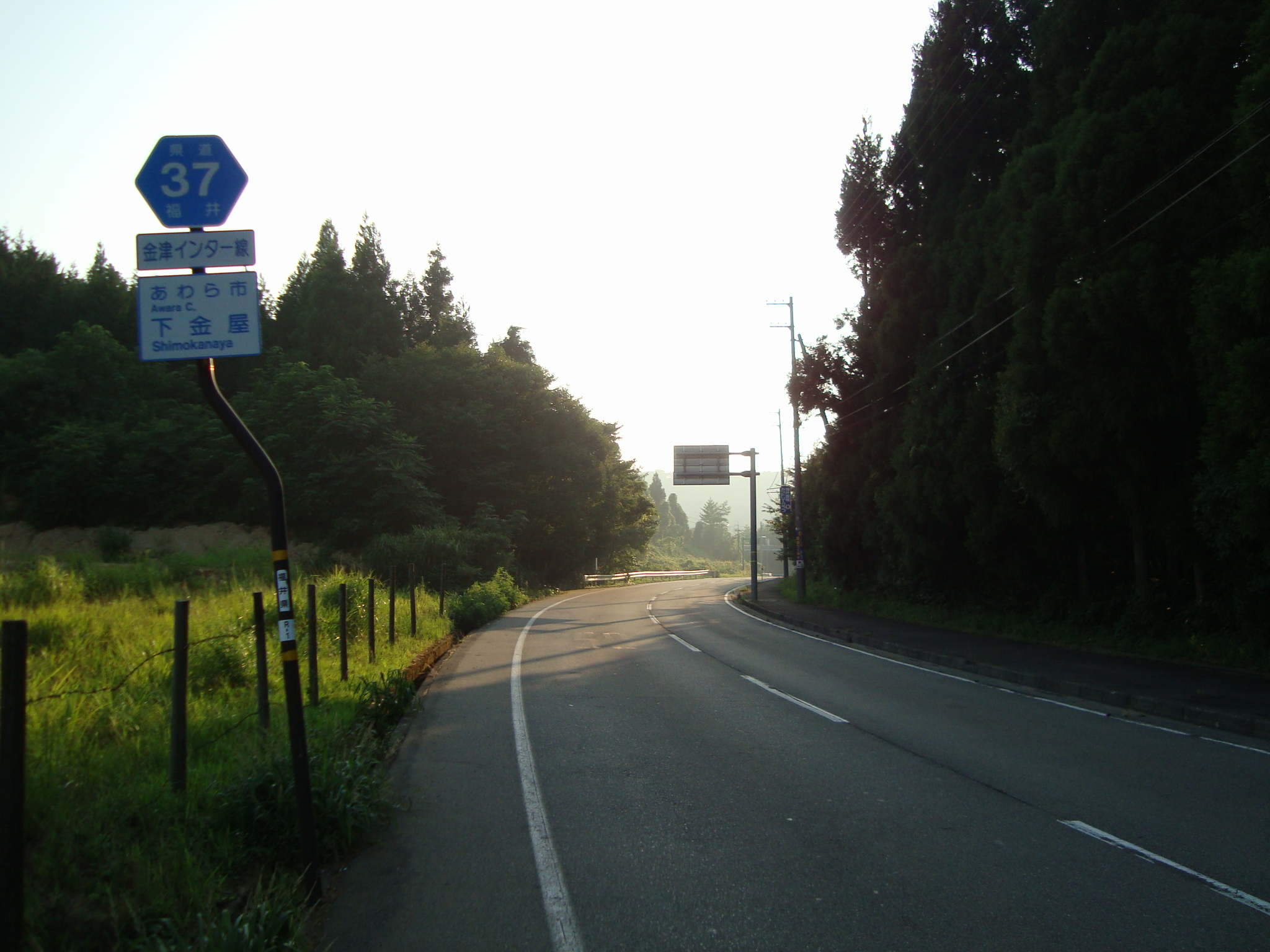
終点付近

### 通過する自治体
- あわら市

### 交差する道路
- 北陸自動車道 金津IC・福井県道124号牛ノ谷停車場線（あわら市熊坂、起点）
- 国道8号（あわら市熊坂・金津IC口交差点、終点）